# Arrecife de Apo
El Arrecife de Apo es un sistema de arrecife de coral de las Filipinas situado en las aguas de la provincia de Mindoro Occidental en el Estrecho de Mindoro. Abarcando 34 km², es el segundo sistema de arrecife de coral contiguo más largo del mundo y el más largo del país. El arrecife y sus aguas circundantes son áreas protegidas en el país y es conocido administrativamente como el parque natural Apo Reef (ARNP). Es uno de los más conocidos y populares sitios para el buceo en el país.
El Arrecife de Apo puede ser encontrado en alrededor de 15 millas náuticas (28 km) al oeste de la más cercana costa de la isla filipina de Mindoro. Está separada de la principal isla por el Paso Oriental de Apo y el Estrecho de Mindoro.
- Datos: Q445786
- Multimedia: Apo Reef / Q445786